# جون كولين نوغينت
جون كولين نوغينت هو نحات كندي، ولد في 5 يناير 1921، وتوفي في 12 مارس 2014 في Lumsden, Saskatchewan ‏ في كندا.